# ۱۶ دسامبر (فیلم)
۱۶ دسامبر (انگلیسی: 16 December) یک فیلم در ژانر جاسوسی به کارگردانی مانی شانکار است که در سال ۲۰۰۲ منتشر شد.

## بازیگران
- دنی دنزونگپا
- آدیتی گویتریکار
- دیپانیتا شارما
- میلیند سمان
- سوشانت سینگ
- گلشن گروور